# Cuore primitivo
Cuore primitivo, pubblicato da Bompiani nel settembre del 2014, è il diciottesimo romanzo di Andrea De Carlo.

## Trama
Mara Abbiati, scultrice di grandi gatti in pietra, e suo marito Craig Nolan, famoso antropologo inglese, hanno una piccola casa di vacanza vicino a Canciale, paesino ligure arrampicato tra il mare e l'Appennino. Un mattino d'estate Craig sale sul tetto per controllare da dove sia entrata la pioggia di un temporale estivo, e ci cade attraverso, quasi spezzandosi una gamba. Alla disperata ricerca di qualcuno che gli aggiusti la casa, i Nolan vengono in contatto con Ivo Zanovelli, un costruttore con molte ombre nella vita. Nel corso di pochi giorni di un luglio incandescente l'equilibrio già precario di ognuno dei tre protagonisti si rompe, e fa emergere con violenza dubbi, contraddizioni, desideri fino a quel momento dormienti.

## Struttura
Con Cuore primitivo Andrea De Carlo continua la ricerca sulle tecniche di spostamento della prospettiva  iniziato con Giro di vento, Lei e lui, e Villa Metaphora, sviluppando la voce interiore di ciascuno dei tre protagonisti, esprimendo i loro pensieri e sensazioni attraverso un linguaggio ben distinto. È una scelta marcatamente diversa da quella del narratore onnisciente, che osserva e narra con distacco le vicende dei vari personaggi. Qui il romanziere si cala nei panni di ciascun personaggio con totale partecipazione, adottandone le ragioni profonde, lo spirito, i modi di fare e di esprimersi. Il risultato è una variazione continua di angolazioni che, senza interrompere o rallentare il flusso della narrazione principale, aumenta la complessità del testo e crea diversi livelli di lettura.

## Stile
Di capitolo in capitolo, i punti di vista di ciascuno dei tre protagonisti del romanzo si alternano, in una varietà di registri stilistici nettamente distinti e riconoscibili. L'antropologo Craig Nolan,  analizza le situazioni in cui viene a trovarsi con piglio scientifico, rifacendosi a teorie e studi propri e di colleghi e alle esperienze condotte sul campo in anni di ricerche sul comportamento umano. Il suo distacco viene però a mancare in modo sempre più ricorrente man mano che i suoi sentimenti vengono messi in gioco. Mara Abbiati, istintiva e intensamente fisica, descrive le sue sensazioni tattili, olfattive, uditive, utilizzando espressioni onomatopeiche che rappresentano la vivacità delle sue percezioni. Ivo Zanovelli, piccolo impresario edile di cultura molto limitata ma tutt'altro che stupido, si esprime con bravi brevi e strutturate in modo semplice, utilizzando le parole con parsimonia. Il lettore si trova così di fronte a tre modi di narrare, ed è portato a identificarsi con un protagonista diverso, e con le sue ragioni, a seconda del capitolo che sta leggendo.

## Curiosità
Canciale, il piccolo paese arrampicato sul primo Appennino ligure, è un luogo immaginario, inventato dall'autore per non essere condizionato dalla realtà topografica di un posto esistente.
Le teorie e gli studi antropologici a cui Craig Nolan fa riferimento nei propri capitoli sono per tre quarti esistenti, con riferimenti puntuali a titoli e autori. Il restante quarto è opera di Andrea De Carlo, il quale si è divertito a mescolare in modo indistinguibile proprie ipotesi con altre già affermate.
Il nome di Ivo è, non a caso, l'ultima parte dell'aggettivo "primitivo".

## Personaggi
- Mara Abbiati: scultrice milanese, sposata con Craig Nolan.
- Craig Nolan: antropologo inglese, autore di numerosi saggi, docente all'università di Cambridge, sposato con Mara.
- Ivo Zanovelli: piccolo impresario edile, originario di Bergamo ma attivo in varie parti d'Italia.

## Critica
"C'è una spietatezza nel riportare i pensieri e le azioni che ricorda quella di Moravia nei confronti di alcuni suoi personaggi. Ad accomunare i due autori è il gusto dei rapporti complicati, l'inesausta indagine sulle relazioni personali e anche l'uso di inserire protagonisti di segno contrario. Sempre rifuggendo dalla psicologia, De Carlo offre una base solida ai dialoghi e continua il suo peculiare percorso iniziato con Leielui e proseguito con Villa Metaphora. De Carlo sa quando ha in pugno il suo lettore. Il suo è, in fondo, un dialogo a puntate, un rapporto quasi personale…" 
Cinzia Fiori, Corriere della Sera, 14/09/2014, pag.33
"Batte nel petto di tutti il "Cuore Primitivo" che dà il titolo al nuovo romanzo di De Carlo."
Silvia Nucini, Vanity Fair, 24/09/2014, pag.296
"Un'accurata esposizione di tipologie umane, sviscerate nelle meditazioni di Nolan, talvolta non prive di ironia."
Mary Barbara Tolusso, Il Piccolo, 14/09/2014, pag.48
"Non lavora solo sulla musica dei dialoghi, ma esprime la sonorità anche nella struttura. Ogni capitolo ha una sua atmosfera musicale: può essere mosso, andante, adagio…"
Antonella Viale, Il Secolo XIX, 6/09/2014, pag.36
"A ciascun personaggio l'autore fornisce la possibilità di raccontarsi in prima persona, ricorrendo sovente a una pungente ironia."
Francesco Musolino, Gazzetta del Sud, 18/09/2014, pag.10
"Una storia da seguire con trasporto…"
Matteo Bianchi, La Nuova Ferrara, 25/09/2014, pag.33
"Non sarà facile dimenticare i protagonisti di Cuore primitivo… La specifica indole dell'autore di leggere tra le righe della contemporaneità è diventata esemplare. De Carlo tratteggia i mutamenti sociali attraverso la psicologia della ricerca interiore, sbozzando tipologie e caratteristiche con un'abilità introspettiva che a volte anticipa gli errori collettivi, le mode, i segnali di fumo del futuro. (…) Storia semplice ma avvincente, che scatena reazioni contrastanti e avvolge ogni dettaglio in una urgenza globale, grazie soprattutto alla superba disinvoltura stilistica con cui De Carlo traccia situazioni e dialoghi, improvvisa soluzioni estreme e riflette… A titolo personale, e dopo l'inarrivabile Due di due, Cuore primitivo è il risultato più completo e felice della pur lunga carriera narrativa di Andrea De Carlo."
Sergio Pent, La Stampa - Tuttolibri, 20/09/2014, pag. 52
"Un salto di grado, nel pentagramma prezioso e affabile del discorso polifonico…una prosa densa di fermenti, elettrica…un'articolazione indimenticabile, un fraseggio intenso che nasce dal cambio dei punti di vista, dalle posizioni di guardia delle tre figure centrali sottoposte a uno scalpellìo di anime."
Giuseppe Amoroso, Il Tempo, 13/10/2014, pag.14
"De Carlo ha una capacità straordinaria di raccontare gli ingranaggi complessi e le svolte inaspettate della vita." Romano Montroni, Corriere di Bologna, 26/10/2014, pag. 18

## Edizioni
- Andrea De Carlo, Cuore primitivo, Bompiani, 2014, ISBN 978-88-452-7740-5.